# نیکولاس نکلس
نیکولاس نکلس (به انگلیسی: Nicholas Neckles) (زادهٔ ۲۴ نوامبر ۱۹۷۸) شناگر اهل باربادوس است.